# 夨國
夨国是西周时期位于周王畿内的小型诸侯国，不见于史籍记载。清朝乾隆年间，陝西宝鸡出土散氏盘后，該國才被人们所知。有學者认为，「夨国」就是《诗经·大雅·绵》“虞芮质厥成”之“虞”国，大约灭亡于西周末年。